# Robert Foulis
Robert Foulis (Glasgow, Schotland, 5 mei 1796 - Saint John, New Brunswick, 26 januari 1866) was een Canadese ingenieur, uitvinder, zakenman en kunstenaar. Hij is de bedenker van de misthoorn.

## Leven en werk
Foulis studeerde in Glasgow aanvankelijk medicijnen, maar hij brak die opleiding af en ging bij een ingenieur in de leer. Nadat in 1817 zijn eerste vrouw was gestorven, besloot hij in Amerika een nieuw leven te willen beginnen. Hij vertrok in 1818 met de bedoeling naar Ohio te gaan. Tijdens de overtocht belandde zijn schip in slecht weer op de kust van de Canadese provincie Nova Scotia en Foulis kwam in Halifax terecht, waar hij zich vestigde. Hij verdiende er de kost als portretschilder en als leraar. In 1822 verhuisde hij naar Saint John, New Brunswick. Daar begon Foulis in 1825 de eerste ijzergieterij van New Brunswick, die hij in 1836 weer zou verkopen. In 1826 bracht hij op verzoek van de provinciale autoriteiten een gedeelte van de Saint John River in kaart. Foulis was betrokken bij het culturele leven van Saint John en stichtte daar in 1838 een School of Arts, omdat hij de opleidingsmogelijkheden van de inwoners van de stad wilde verbeteren en ook omdat hij zijn inkomen wilde vergroten.
Tot Foulis' uitvindingen behoort een procedé waarbij uit kolen gas werd verkregen, dat voor verlichting kon worden gebruikt. Hij vroeg octrooi aan op een gaslamp die op dit proces was gebaseerd en die later in vuurtorens zou worden benut.
In 1853 ontwikkelde Foulis een misthoorn, waarvan het geluid werd opgewekt met behulp van stoom en die telegrafisch kon worden bediend. Tussen 1854 en 1859 bepleitte Foulis meerdere malen dat zijn uitvinding zou worden geplaatst op Partridge Island, in de haven van Saint John, maar zonder resultaat. In 1859 kreeg T.T. Vernon-Smith, een ingenieur uit Saint John, Foulis' tekeningen van de misthoorn in handen en hij verkreeg wél toestemming om het apparaat op het eiland te installeren. Pas na langdurige inspanningen van zijn kant werd Foulis in 1864 erkend als de uitvinder van de misthoorn. De uitvinding was inmiddels echter in een iets gewijzigde vorm gepatenteerd door Clarence Dobell, een Amerikaan die er de financiële mogelijkheden van inzag. Dat Foulis zelf geen octrooi aanvroeg op wat duidelijk een belangwekkende uitvinding was, wordt mogelijk verklaard door zakelijke naïviteit en door het feit dat ook andere projecten hem bezig hielden.
Foulis stierf op 28 januari 1866 onder armoedige omstandigheden in Saint John.